# Biblia del oso
La Biblia, que es, los sacros libros del Viejo y Nuevo Testamento Trasladada en Español, más conocida como Biblia del oso es una traducción publicada en 1569 de la Biblia al castellano (la primera traducción al castellano fue la Biblia alfonsina de 1280). Su traductor fue Casiodoro de Reina, un religioso jerónimo español convertido al protestantismo. Es llamada Biblia del oso por la ilustración en su portada de un oso que intenta alcanzar un panal de miel colgado de un árbol.

## Historia
Casiodoro de Reina trabajó durante doce años en su preparación. Su traducción empezó en 1565, y ya cuando había traducido el Antiguo Testamento del hebreo (habiendo usado la Biblia Hebrea y la Biblia de Ferrara como apoyo lingüístico), el proyecto fracasó y Reina tuvo que esperar otros dos años para ver su Biblia al fin impresa.
Se publicó en Basilea, Suiza, el 28 de septiembre de 1569. Se colocó una ilustración de un oso, logotipo del impresor bávaro Matthias Apiarius, para evitar el uso de iconos religiosos, ya que en aquel tiempo estaba prohibida cualquier traducción de la Biblia a lenguas vernáculas.
Esta Biblia contó con una segunda edición en 1622, mandada hacer por los propios familiares de Reina. Contó con la misma imagen del oso que la original. En 1602 Cipriano de Valera editó la primera revisión de la traducción de Casiodoro de Reina, conocida como la Biblia del Cántaro, por el emblema en su portada. Especialistas como Carlos Gilly afirman que el nuevo editor se limitó [...] a cambiar el orden de los libros y a añadir o quitar notas marginales, con alteraciones cuantitativamente mínimas del texto bíblico fijado por el primer traductor, cuyo nombre viene además ostentosamente silenciado en la portada.

## Características

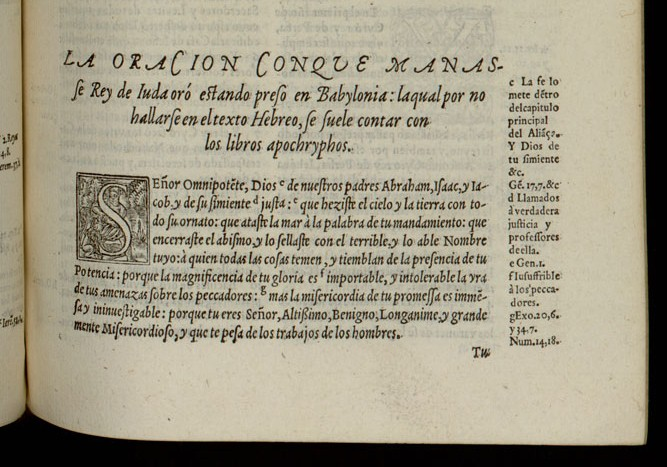
El principio de la Oración de Manasés en la Biblia del oso de 1569.

Casiodoro de Reina señaló en la “Amonestación del intérprete de los sacros libros al lector” que usó como base textual para el Antiguo Testamento el texto masorético hebreo, la Veteris et Novi Testamenti nova translatio (traducción de la Biblia desde el hebreo al latín) de Sanctes Pagnino y la Biblia de Ferrara.
Reina empleó la Veteris et Novi Testamenti nova translatio porque “al voto de todos los doctos en la lengua hebraica es tenida por la más pura que hasta ahora hay”. Reina tuvo a la mano la Biblia de Ferrara porque ella daba “la natural y primera significación de los vocablos hebreos y las diferencias de los tiempos de los verbos”. En cambio, Reina declaró haber seguido poco la Vulgata por los yerros que según él tenía. Para la traducción del Nuevo Testamento, Reina se basó en el Textus Receptus.
La Biblia del Oso posee los libros deuterocanónicos. Estaban aparte de los demás libros del Antiguo Testamento no obstante los deuterocanónicos se encontraban separados bajo el apéndice de «Los Libros Apócrifos» Los libros son:
- La Oración de Manasés
- Tercer y cuarto libro de Esdras
- El Libro de Tobías
- El Libro de Judit
- Los pasajes en griego del Libro de Ester
- El Libro de la Sabiduría
- El Libro del Eclesiástico
- El Libro de Baruc
- Los pasajes en griego del Libro de Daniel (La Oración de Azarías y el Cántico de los Tres Jóvenes, Historia de Susana y la Historia de Bel y el Dragón).
- El Libro I de los Macabeos
- El Libro II de los Macabeos

## Gramática
El idioma español utilizado en la obra fue el español medio, dado que todavía contaba con el uso de expresiones del latín.
Una particularidad de esta obra fue el uso de la ese larga ſ.
Esa acción ocasionó en posteriores reproducciones la confusión con la letra f. Se puede observar esta letra en otras Biblias de la época, como la primera edición de la Biblia del Rey Jacobo o entre otros libros de la época.

## Legado
La versión de Reina es la primera traducción de la Biblia completa en castellano teniendo como base textual manuscritos en hebreo y griego. Traducciones anteriores de la Biblia completa al castellano, como la Biblia prealfonsina y la Biblia alfonsina, fueron traducidas desde textos en latín.
La Biblia del Oso refleja la belleza literaria del llamado Siglo de Oro de la literatura castellana. En Historia de los heterodoxos españoles, el erudito católico Marcelino Menéndez Pelayo alabó desde un punto de vista literario a la Biblia del oso, a la que consideró estar mejor escrita que las versiones católicas de Felipe Scío de San Miguel (1793) y Félix Torres Amat (1825):
Faltaba, con todo eso, una versión completa de las Escrituras […] uno de los protestantes fugitivos de Sevilla se movió a reparar esta falta, emprendió y llevó a cabo, no sin acierto, una traducción de la Biblia … hecha en el mejor tiempo de la lengua castellana” […] excede mucho, bajo tal aspecto, a la moderna [traducción] de Torres Amat y a la desdichadísima del Padre Scío […] 
Cipriano de Valera sacó en 1602 una revisión de la Biblia del oso llamada Biblia del cántaro. El texto de Valera sirvió de base para las revisiones publicadas por las Sociedades Bíblicas Unidas desde 1862 con el nombre de Reina-Valera.